# フォルチュネ・デュ・ボアゴベイ

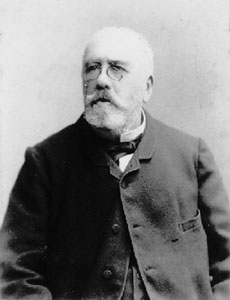
フォルチュネ・デュ・ボアゴベイ

フォルチュネ・デュ・ボアゴベイ（Fortuné du Boisgobey, 1821年9月11日 - 1891年2月26日）は、フランスの大衆小説家である。

## 生い立ち
1821年、フランスのグランヴィル (マンシュ県)で生まれる。1868年から執筆活動を開始。探偵小説、歴史小説を次々と発表し、大衆小説家の地位を築いた。

## 主な作品
- Le Forçat Colonel (E. Lachaud éd. 1871)
  - 「執念」（黒岩涙香翻案）
- Les Gredins, Paris, Dentu, 1872-1873
- Le camélia rouge (1-Le Chevalier Casse-Cou) Dentu 1873
- Une Affaire mystérieuse, Paris, E. Dentu, 1878
- Les Deux Merles de M. de Saint-Mars, Paris, E. Dentu, 1878
  - 「鉄仮面」（黒岩涙香翻案）
  - 「鉄仮面」（講談社、1984 / 講談社文芸文庫、2002、長島良三訳）
- L'Épingle rose, Paris, E. Dentu, 1879
- L'Héritage, Paris, E. Plon et cie, 1880
- La Main coupée, Paris, E. Plon, 1880
  - 「片手美人」（黒岩涙香翻案）
- L'Affaire Matatapan 1881
  - 「マタバンの黄金」（春陽堂、1929、田中早苗抄訳）
  - 「海底の黄金」（博文館、1929、妹尾アキ夫抄訳（重訳？））
- La Bande rouge 1886
  - 「唖娘」（水田南陽（翻案？））
- Cornaline la dompteuse, Paris, Plon, 1887
- Decapitee 1888
  - 「生首美人」（水谷準）
- Le plongeur : scènes de la vie sportive, Paris, Plon, 1889
  - 「海底の重罪」（黒岩涙香翻案）
- Double-blanc, tome premier, Paris, E. Plon, Nourrit, 1889
- La Main froide, Paris, Ernest Kolb 1889 - Alteredit 2007
- Un Cadet de Normandie au xviie siècle, Paris, C. Delagrave, 1891
- La vieillesse de Monsieur Lecoq 1878
  - 「死美人」（黒岩涙香翻案、江戸川乱歩訳、桃源社、新版・河出書房新社）

## 逸話
黒岩涙香翻案「鉄仮面」の原作となった「Deux Merles de M. de Saint-Mars」（「サン・マールの二羽のつぐみ」）の原書は入手困難であることが知られている。黒岩涙香は英訳本から翻案しており結末が原作と異なっている。訳題が『鉄仮面』のため原書の題名が昭和30年代までわからなかった。たまたま、『鉄仮面』に関するフランス書を入手した松村善雄が『鉄仮面』伝説の小説リストの中にあったボアゴベイの著書の題名の「サン・マール」から『鉄仮面』に思い当たり原題が判明した。昭和初期の円本に翻訳を依頼された大佛次郎はボアゴベイの「鉄仮面」を希望したが原書が見つからず、刊行期日が迫り遂にデュマ父の「鉄仮面（ダルタニャン物語第3部「ブラジュロンヌ子爵」）」を訳したという。長島良三は、原書の入手を試みたが入手できず遂にパリ国立図書館に原書が保存されていること知りその複写を取り寄せて翻訳した。